# Chansons de la Commune
La Commune de Paris de 1871 a donné naissance à plusieurs chansons, parmi lesquelles on peut en particulier noter :
- Celles du chansonnier Jean Baptiste Clément, membre de la Commune de Paris, qui prend part aux combats meurtriers de mai 1871.

L'horreur de la répression et des massacres des communards par les versaillais du 21 au 28 mai, lui inspire un poème qu'il intitule La semaine sanglante.
Sa chanson Le Temps des cerises, composée en 1867, prend alors une dimension nouvelle lorsqu'il la dédie, après les combats, à Louise, une ambulancière croisée sur les barricades : les « gouttes de sang » des cerises symbolisant le sacrifice du peuple de Paris.
- Le dessinateur Eugène Pottier, compagnon de Courbet à la commune écrit en exil les paroles de L'Internationale, en 1871. Mis en musique en 1888, peu après sa mort le 6 novembre 1887, ce chant devient l'hymne du mouvement ouvrier mondial.

## Liste

### Liste de chansons communardes
- Le Chant des ouvriers, 1846
- La Canaille, 1865
- Le Temps des cerises, 1867. Cette chanson d'amour évoquant le « gai rossignol » et le « merle moqueur », n'a jamais été chantée pendant la commune. Une raison stylistique explique cette assimilation du Temps des cerises au souvenir de la Commune de Paris : son texte suffisamment imprécis qui parle d'une « plaie ouverte », d'un « souvenir que je garde au cœur », de « cerises d'amour [...] tombant [...] en gouttes de sang ». Ces mots peuvent aussi bien évoquer une révolution qui a échoué qu'un amour perdu[1].
- L'Armistice, 1870
- La Défense de Paris, 1870
- Drapeau rouge, 1870
- Drapeau rouge, 1877
- Paris pour un beefsteak, 1870
- Quand viendra-t-elle ?, 1870
- Le Sire de Fisch Ton Kan, 1870
- Le 31 octobre, 1870
- Le Chant de l'Internationale, 1871
- Le Chant des soldats, 1871
- La Commune, 1871
- La Danse des bombes, 1871
- L'Internationale, 1871
- La Journée du 18 mars, 1871
- La Marseillaise de la Commune, 1871
- Le Mouvement du 18 mars, 1871
- Le Plan de Trochu, 1871
- La Semaine sanglante, 1871
- La Terreur blanche, 1871
- La République sociale, 1871
- L'Amnistie, 1871
- Les Canons, 1874
- Elle n'est pas morte !, 1885
- L'Insurgé, 1885
- La Complainte de Rossel
- Jean Misère
- Ouvrier, prends la machine
- Les Transportés
- Vive la Commune
- Le Capitaine « Au mur », 1871

### Liste de chansons postérieures
- Libertat, 1892 ;
- Versaillais, 1971
- La Commune, 1971 (Georges Coulonges, Jean Ferrat)
- Les Cerises de Monsieur Clément, 1972 (Maurice Vidalin, Michel Fugain)
- La Commune est en lutte, 1976 (Jean-Roger Caussimon, Philippe Sarde)
- Les Cerisiers, 1985 (Jean Ferrat)
- Sur la Commune, 1999 (Serge Utgé-Royo)
- Oh comme ils ont rêvé, 2007 (Michèle Bernard)
- Les femmes de la Commune de Paris, album, 2021 (Pauline Floury, Séverin Valière)
- Communardes Communards, 2021 (Dubamix, album 4 titres)